# Elthusa tropicalis
Elthusa tropicalis is een pissebed uit de familie Cymothoidae. De wetenschappelijke naam van de soort is voor het eerst geldig gepubliceerd in 1983 door Menzies & Kruczynski.